# Ямнинський
Пам'ятка природи «Ямнинський» (рос. Памятник природы «Ямнинский») — ботанічна пам'ятка природи регіонального значення на території Астраханської області Південного федерального округу Російської Федерації.

## Географія
Пам'ятка природи розташована на території Козловської сільради Володарського району Астраханської області. Знаходиться у східній частині надводної дельти Волги за 4 км на північний схід від села Ямне. являє собою лучну ділянку на слончакових ґрунтах.

## Історія
Резерват був утворений 4 жовтня 1985 року з метою охорони еталонної ділянки заплавних лучних ландшафтів з прибережницево-мортуковим рослинним угрупуванням, характерним для Астраханської області. Вже довгі роки пам'ятка природи є моніторинговою ділянкою № 14 лабораторії лукознавства Астраханського педагогічного університету, де проводяться багаторічні комплексні спостереження за станом і продуктивністю сінокосних угідь.

## Біоценоз
У пам'ятці природи охороняються рослинні угрупування з таких видів: прибережниця берегова (прибережниця прибережна; Aeluropus littoralis), сведа заплутана (Suaeda confusa), мортук пшеничний (Eremopyrum triticeum), кермек Гмеліна (Limónium gmélinii).

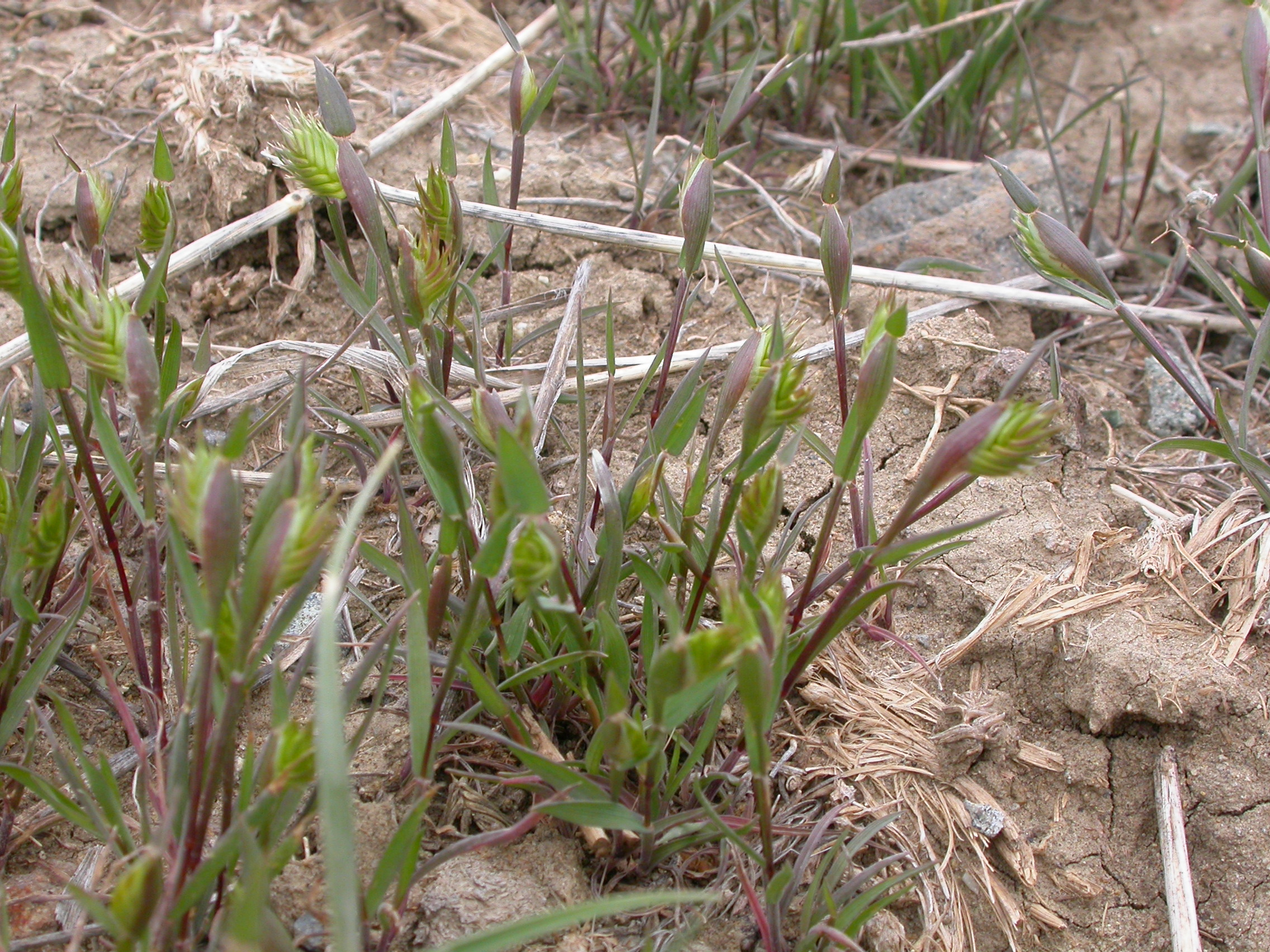
Мортук пшеничний
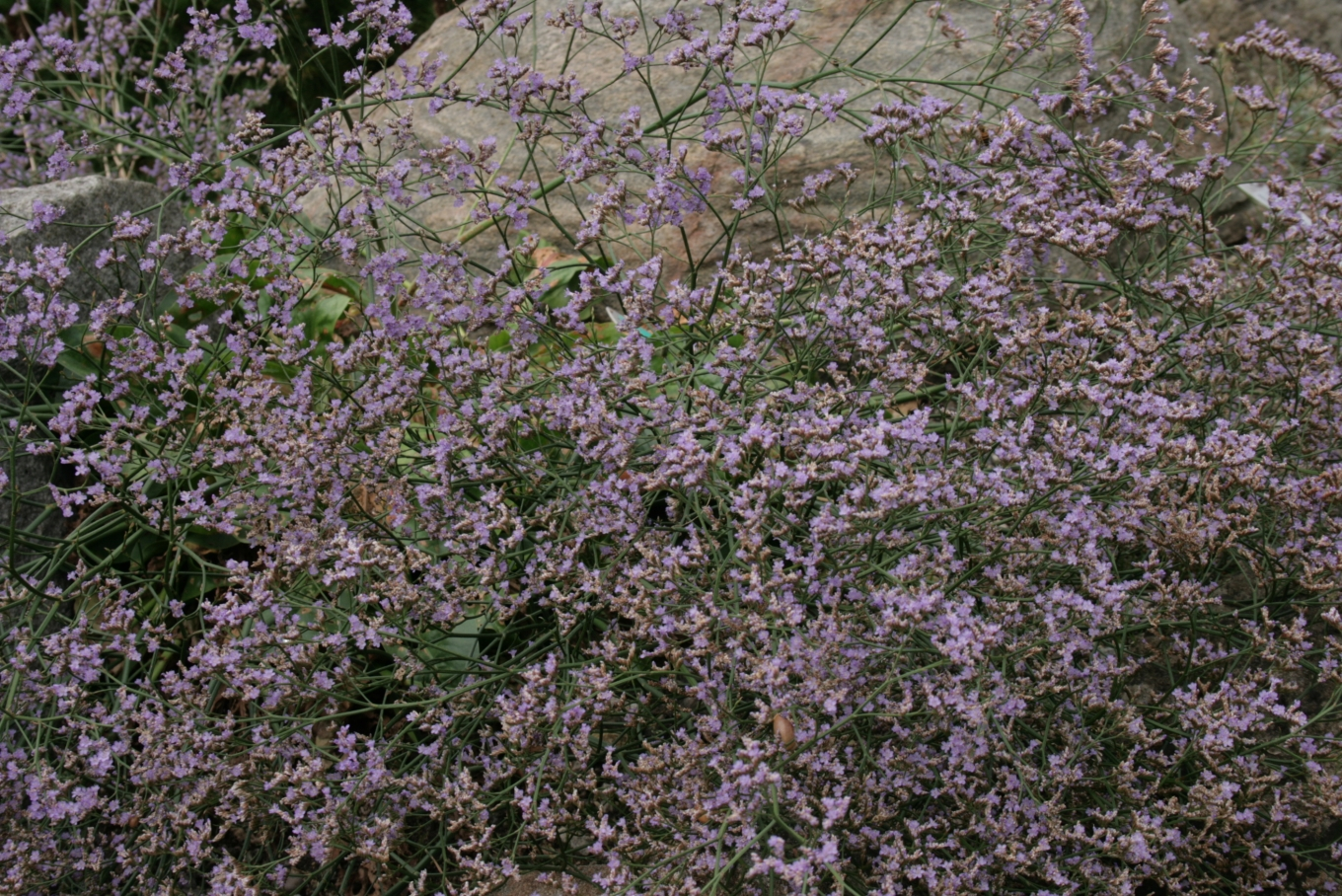
Кермек Гмеліна